# Good Night and Good Luck
Pour les articles homonymes, voir Good Night.
Pour plus de détails, voir Fiche technique et Distribution.
Good Night and Good Luck (typographié Good Night, and Good Luck. sur l'affiche), ou Bonsoir et Bonne Chance au Québec, est un film américain réalisé par George Clooney et sorti en 2005.
Il relate le combat mené par Edward R. Murrow, présentateur du journal télévisé des années 1950, et le producteur Fred Friendly, pour mettre fin à la carrière du sénateur Joseph McCarthy et sa « chasse aux sorcières » anti-communiste. Il est filmé en noir et blanc. Le titre du film est la phrase avec laquelle Murrow terminait régulièrement ses émissions.
Le film est présenté en avant-première à la Mostra de Venise. À sa sortie, Good Night, and Good Luck. reçoit globalement de bonnes critiques dans la presse et rencontre le succès au box-office.

## Synopsis
Dans les années 1950, Edward R. Murrow est le présentateur vedette de l'émission d'information See It Now sur CBS. Il travaille notamment avec le producteur Fred Friendly (George Clooney). Ensemble, ils vont contribuer à la chute du sénateur Joseph McCarthy. Ce dernier est à l'origine du maccarthisme, une « chasse aux sorcières » qui visait à chasser les communistes du pays.

## Fiche technique
- Titre original : Good Night and Good Luck (litt. « Bonne nuit et bonne chance »), ou Good Night, and Good Luck. sur l'affiche
- Titre français : Good Night and Good Luck
- Titre québécois : Bonsoir et Bonne Chance
- Réalisation : George Clooney
- Scénario : George Clooney et Grant Heslov
- Musique : Jim Papoulis
- Photographie : Robert Elswit
- Montage : Stephen Mirrione
- Costumes : Louise Frogley
- Production : Grant Heslov - Steven Soderbergh (producteur exécutif)
- Sociétés de production : Warner Independent Pictures, 2929 Productions, Participant Productions, Davis-Films, Redbus Pictures, Tohokushinsha Film, Section Eight
- Sociétés de distribution : Warner Independent Pictures (États-Unis), Metropolitan Filmexport
- Budget : 7 000 000 dollars[1]
- Pays de production :  États-Unis,  France,  Royaume-Uni,  Japon
- Langue originale : anglais
- Format : noir et blanc — 35 mm (spherical) — 1.85:1 — son : Dolby Digital
- Genre : drame biographique et historique
- Durée : 93 minutes
- Dates de sortie[2] :
  - Italie : 1er septembre 2005 (première mondiale à la Mostra de Venise)
  - États-Unis : 23 septembre 2005
  - Belgique, France : 4 janvier 2006

## Distribution
- David Strathairn (VF : François Dunoyer ; VQ : Sébastien Dhavernas) : Edward R. Murrow, journaliste dans l'émission See It Now sur CBS
- George Clooney (VF : Richard Darbois ; VQ : Daniel Picard) : Fred Friendly, coproducteur de See It Now
- Patricia Clarkson (VF : Clara Borras ; VQ : Élise Bertrand) : Shirley Wershba
- Robert Downey Jr. (VF : Bernard Gabay ; VQ : Daniel Lesourd) : Joe Wershba
- Frank Langella (VF : Féodor Atkine) : William S. Paley, directeur exécutif de CBS
- Jeff Daniels (VF : Patrick Poivey ; VQ : Alain Zouvi) : Sig Mickelson
- Tate Donovan : Jesse Zousmer
- Ray Wise (VF : Sylvain Clément ; VQ : Hubert Gagnon) : Don Hollenbeck, collaborateur de Murrow, qui est accusé de communisme
- Helen Slayton-Hughes : Mary
- Alex Borstein : Natalie
- Thomas McCarthy (VF : Bruno Devoldère ; VQ : Pierre Auger) : Palmer Williams
- Rose Abdoo : Mili Lerner
- Reed Diamond (V. F. : Pierre-François Pistorio ; V. Q. : Philippe Martin) : John Aaron
- Matt Ross : Eddie Scott
- Grant Heslov : Don Hewitt, le réalisateur de See It Now
- Glenn Morshower : le colonel Anderson
- Don Creech : le colonel Jenkins
- Robert John Burke : Charlie Mack
- Robert Knepper : Don Surine
- Peter Jacobson : Jimmy
- Joseph N. Welch (en) (VF : Philippe Ariotti) : lui-même
  - Des images d'archives laissent apparaître le vrai visage de personnalités de l'époque notamment Joseph McCarthy et le président Dwight D. Eisenhower

## Production

### Genèse et développement
Lors du festival du film de New York 2005, George Clooney exprime son envie de porter à l'écran : « J'ai pensé que c'était le bon moment pour évoquer l'idée d'utiliser la peur pour étouffer le débat politique. » Diplômé en journalisme à l'université, l'acteur-réalisateur connait par ailleurs bien le sujet. Il déclare notamment « Edward R. Murrow a toujours été présenté comme un modèle de ce que doit être un journaliste d'investigation. » De plus, son père Nick Clooney a été journaliste à la télévision pendant de nombreuses années. Le projet a été un temps pensé pour être diffusé en direct sur CBS.
George Clooney n'est payé que 1$ pour l'écriture, la réalisation et son rôle d'acteur dans Good Night et Good Luck, qui ne bénéficie d'un petit budget de 7,5 millions de dollars. De plus, en raison d'une blessure subie sur le plateau de Syriana quelques mois plus tôt, George Clooney n'a pas pu passer les tests pour avoir une assurance. Il a même dû hypothéquer sa propre maison de Los Angeles pour faire le film. Les hommes d'affaires Mark Cuban et Jeffrey Skoll investissent également dans le film.
George Clooney a un temps pensé à incarner lui-même le personnage principal Edward R. Murrow. Occupant déjà les fonctions de réalisateur et coscénariste, il a préféré confier le rôle à David Strathairn.

### Tournage
Le tournage a lieu principalement en studios notamment à Television City à Los Angeles. En raison du faible budget de production, l'équipe ne peut construire d'immenses décors. Le chef décorateur James Bissell installe donc des miroirs pour donner l'impression de grandeur.
Chaque matin, George Clooney donnait aux acteurs et à l'équipe des copies des journaux du jour mais datés de 1953. Il leur donnait ensuite une heure et demie pour recopier les informations sur de vieilles machines à écrire manuelles. Il organise ensuite de fausses conférences de presse.
Pour les apparitions de Joseph McCarthy, George Clooney et Grant Heslov décident d'utiliser des images d'archives. Cela va alors déterminer le choix de mettre tout le reste du film en noir et blanc,. En réalité, le film a été tourné sur sur une pellicule couleur sur un plateau en niveaux de gris. L'image a ensuite été désaturée en post-production et sortie sur un film noir et blanc.

## Bande originale
La musique originale du film est composée par Jim Papoulis.L'album de la bande originale contient des chansons de jazz interprétées par Dianne Reeves. L'album sort en septembre 2005.
| Liste des titres de l'album | Liste des titres de l'album        | Liste des titres de l'album | Liste des titres de l'album | Liste des titres de l'album | Liste des titres de l'album | Liste des titres de l'album | Liste des titres de l'album | Liste des titres de l'album | Liste des titres de l'album |
| No                          | Titre                              | Interprète                  | Durée                       |                             |                             |                             |                             |                             |                             |
| --------------------------- | ---------------------------------- | --------------------------- | --------------------------- | --------------------------- | --------------------------- | --------------------------- | --------------------------- | --------------------------- | --------------------------- |
| 1.                          | Straighten Up and Fly Right        | Dianne Reeves               | 2:44                        |                             |                             |                             |                             |                             |                             |
| 2.                          | I've Got My Eyes on You            | Dianne Reeves               | 2:06                        |                             |                             |                             |                             |                             |                             |
| 3.                          | Gotta Be This or That              | Dianne Reeves               | 3:16                        |                             |                             |                             |                             |                             |                             |
| 4.                          | Too Close for Comfort              | Dianne Reeves               | 3:50                        |                             |                             |                             |                             |                             |                             |
| 5.                          | How High the Moon                  | Dianne Reeves               | 2:22                        |                             |                             |                             |                             |                             |                             |
| 6.                          | Who's Minding the Store?           | Dianne Reeves               | 4:31                        |                             |                             |                             |                             |                             |                             |
| 7.                          | You're Driving Me Crazy            | Dianne Reeves               | 1:57                        |                             |                             |                             |                             |                             |                             |
| 8.                          | Pretend                            | Dianne Reeves               | 4:01                        |                             |                             |                             |                             |                             |                             |
| 9.                          | Solitude                           | Dianne Reeves               | 5:28                        |                             |                             |                             |                             |                             |                             |
| 10.                         | TV Is the Thing This Year          | Dianne Reeves               | 1:43                        |                             |                             |                             |                             |                             |                             |
| 11.                         | Pick Yourself Up                   | Dianne Reeves               | 2:38                        |                             |                             |                             |                             |                             |                             |
| 12.                         | When I Fall in Love                | Dianne Reeves               | 3:52                        |                             |                             |                             |                             |                             |                             |
| 13.                         | Into Each Life Some Rain Must Fall | Dianne Reeves               | 4:08                        |                             |                             |                             |                             |                             |                             |
| 14.                         | There'll Be Another Spring         | Dianne Reeves               | 4:43                        |                             |                             |                             |                             |                             |                             |
| 15.                         | One for My Baby                    | Dianne Reeves               | 3:50                        |                             |                             |                             |                             |                             |                             |
| 51:09                       |                                    |                             |                             |                             |                             |                             |                             |                             |                             |

## Accueil

### Critique
Le film reçoit des critiques majoritairement très positives. Sur l'agrégateur américain Rotten Tomatoes, il récolte 93% d'opinions favorables pour 225 critiques et une note moyenne de 8,1⁄10. Le consensus suivant résume les critiques compilées par le site : « Une leçon d'éducation civique cinématographique passionnée et concise, Good Night, And Good Luck a beaucoup à dire sur le climat politique et culturel d'aujourd'hui, et sa distribution d'ensemble est stellaire ». Sur Metacritic, il obtient une note moyenne de 80⁄100 pour 41 critiques.
En France, le film obtient une note moyenne de 4,2⁄5 sur le site AlloCiné, qui recense 27 titres de presse.

### Box-office
Produit pour un budget de 7 millions de dollars, le film en récolte plus de 54 millions au box-office.
| Pays ou région    | Box-office      | Date d'arrêt du box-office | Nombre de semaines |
| ----------------- | --------------- | -------------------------- | ------------------ |
| États-Unis Canada | 31 558 003 $    | 16 mars 2006               | 23                 |
| France            | 458 352 entrées |                            | -                  |
| Total mondial     | 54 641 191 $    | -                          | -                  |

## Distinctions
- Quatre nominations aux Golden Globes 2006 :
  - Golden Globe du meilleur film dramatique
  - Golden Globe du meilleur réalisateur pour George Clooney
  - Golden Globe du meilleur acteur dans un film dramatique pour David Strathairn
  - Golden Globe du meilleur scénario pour George Clooney et Grant Heslov
- Six nominations aux Oscars 2006[15]
  - Oscar du meilleur film
  - Oscar du meilleur réalisateur pour George Clooney
  - Oscar du meilleur acteur pour David Strathairn
  - Oscar du meilleur scénario original pour George Clooney et Grant Heslov
  - Oscar de la meilleure direction artistique
  - Oscar de la meilleure photographie
- Prix du Festival du film de New York
- Deux récompenses à la Mostra de Venise[16] :
  - Coupe Volpi de la meilleure interprétation masculine pour David Strathairn
  - Prix Osella pour le meilleur scénario pour George Clooney et Grant Heslov
- Prix de l'European Film Academy
- Nommé au Critics Choice Award du meilleur film

## Le titre
Le titre Good Night, and Good Luck. (« Bonne nuit, et bonne chance. ») est la formule qu'Ed R. Murrows employait systématiquement pour conclure ses émissions de radio et de télévision. Cette habitude lui fut acquise durant ses années à Londres en pleine Seconde Guerre mondiale en tant que reporter radiophonique, à l'époque où la population britannique, en constant péril sous les bombardements nocturnes de l'aviation allemande, terminait immanquablement les conversations par ces mots.

## Adaptation au théâtre
En 2025, George Clooney remonte sur scène après 40 ans d'absence en adaptant le scénario au théâtre, dans une mise en scène de Shri Navaratnam. L'acteur incarne cette fois Edward R. Murrow.